# Ghanaische Fußballnationalmannschaft (U-17-Juniorinnen)
Die ghanaische U-17-Fußballnationalmannschaft der Frauen repräsentiert Ghana im internationalen Frauenfußball. Die Nationalmannschaft untersteht der Ghana Football Association und wird seit Januar 2020 von Baba Nuhu trainiert.
Die Mannschaft tritt beim U-17-Afrika-Cup und der U-17-Weltmeisterschaft für Ghana an. Mit fünf Halbfinal-Siegen gilt das Team gemeinsam mit Nigeria als erfolgreichste U-17-Nationalmannschaft in Afrika. Entsprechend repräsentiert die ghanaische Auswahl den Kontinentalverband regelmäßig bei der U-17-Weltmeisterschaft, bei der Ghana mit dem 3. Platz 2012 ihr bislang bestes Ergebnis erreichte. Im Jahr 2022 konnte sich die Auswahl erstmals in ihrer Geschichte nicht für eine WM-Endrunde qualifizieren.

## Geschichte
Unter Trainer Abraham Allotey begann bereits 2007 die Vorbereitung auf die im Folgejahr zum ersten Mal ausgetragene U-17-Weltmeisterschaft. Nach der äußerst knappen Qualifikation für dieses Turnier absolvierte die Mannschaft eine Trainingsreise durch Deutschland und bestritt dort fünf Spiele (8:0 gegen 1. FC Schweinfurt 05 Frauen, 5:0 gegen eine Frauen-Regionalauswahl aus Hessen, 1:2 gegen den 1. FFC Frankfurt II, 1:4 gegen eine männliche U-18-Regionalauswahl und 0:1 gegen eine männliche U-14-Regionalauswahl).
Ellen Coleman war bei der Weltmeisterschaft 2008 mit 12 Jahren und 10 Monaten die jüngste Spielerin, die jemals bei einem FIFA-Turnier im endgültigen Kader einer Mannschaft stand, wurde bei dem Turnier allerdings nicht eingesetzt.
Gegen die deutsche U-17-Nationalmannschaft haben die Black Maidens eine ausgeglichene Bilanz mit jeweils zwei Siegen und Niederlagen bei einem Torverhältnis von 5:5. Die höchste Niederlage der Mannschaft datiert aus dem Oktober 2016, als man im WM-Auftaktspiel mit 0:5 gegen Japan verlor. Im Februar 2018 feierte die Auswahl beim 10:0-Heimerfolg über Dschibuti ihren höchsten Sieg.

## Turnierbilanz

### Weltmeisterschaft
| Jahr   | Gastgeber           | Platzierung        |
| ------ | ------------------- | ------------------ |
| 2008   | Neuseeland          | Gruppenphase       |
| 2010   | Trinidad und Tobago | Gruppenphase       |
| 2012   | Aserbaidschan       | 3. Platz           |
| 2014   | Costa Rica          | Viertelfinale      |
| 2016   | Jordanien           | Viertelfinale      |
| 2018   | Uruguay             | Viertelfinale      |
| 2021 1 | Indien 1            | – 1                |
| 2022   | Indien              | nicht qualifiziert |

### Afrika-Cup
| Jahr   | Gastgeber             | Platzierung        |
| ------ | --------------------- | ------------------ |
| 2008   | Hin- und Rückspiele   | 2. Platz           |
| 2010   | Hin- und Rückspiele   | Halbfinal-Sieger 2 |
| 2012   | Hin- und Rückspiele   | Halbfinal-Sieger 2 |
| 2013   | Hin- und Rückspiele   | Halbfinal-Sieger 2 |
| 2016   | Hin- und Rückspiele   | Halbfinal-Sieger 2 |
| 2018   | Hin- und Rückspiele   | Halbfinal-Sieger 2 |
| 2020 3 | Hin- und Rückspiele 3 | – 3                |
| 2022   | Hin- und Rückspiele   | Halbfinale 2       |

## Trainer
- Abraham Allotey (2008–2010)
- Mas-ud Didi Dramani (2012)
- Evans Adotey (2013–2018)
- Baba Nuhu (2020–)

## Länderspiele
Folgende Pflichtspiele absolvierte die ghanaische U-17-Nationalmannschaft seit ihrer Gründung:
| Datum         | Austragungsort | Gegner             | Ergebnis              | Anlass             | Anmerkungen                                                              |
| ------------- | -------------- | ------------------ | --------------------- | ------------------ | ------------------------------------------------------------------------ |
| 3. Feb. 2008  | Lusaka         | Sambia             | 2:0 (1:0)             | Afrika-Cup         | Erstes Länderspiel; erster Sieg; erstes Spiel ohne Gegentor              |
| 17. Feb. 2008 | Accra          | Sambia             | 4:0 (2:0)             | Afrika-Cup         | Erstes Heimspiel                                                         |
| 5. Mai 2008   | Accra          | DR Kongo           | 8:0                   | Afrika-Cup         | Meiste Tore in einem Spiel von einer Spielerin (Florence Dadson, 6 Tore) |
| 19. Mai 2008  | Lubumbashi     | DR Kongo           | 3:0                   | Afrika-Cup         |                                                                          |
| 6. Juni 2008  | Abuja          | Nigeria            | 2:4                   | Afrika-Cup         | Erste Niederlage                                                         |
| 14. Juni 2008 | Accra          | Kamerun            | 1:2                   | Afrika-Cup         |                                                                          |
| 28. Juni 2008 | Accra          | Nigeria            | 1:0 (0:0)             | Afrika-Cup         |                                                                          |
| 5. Juli 2008  | Yaoundé        | Kamerun            | 2:1                   | Afrika-Cup         |                                                                          |
| 29. Okt. 2008 | Christchurch   | Nordkorea          | 1:1 (0:0)             | Weltmeisterschaft  | Erstes Unentschieden; erstes Spiel bei einer Weltmeisterschaft           |
| 1. Nov. 2008  | Christchurch   | Deutschland        | 2:3 (0:2)             | Weltmeisterschaft  | 10. Länderspiel                                                          |
| 4. Nov. 2008  | Wellington     | Costa Rica         | 1:0 (1:0)             | Weltmeisterschaft  |                                                                          |
| 17. Apr. 2010 | Accra          | Tunesien           | 7:0 (3:0)             | Afrika-Cup         |                                                                          |
| 2. Mai 2010   | Tunis          | Tunesien           | 4:0                   | Afrika-Cup         |                                                                          |
| 6. Sep. 2010  | Arima          | Kanada             | 0:1 (0:0)             | Weltmeisterschaft  | Erstes Spiel ohne eigenes Tor                                            |
| 9. Sep. 2010  | Arima          | Brasilien          | 1:0 (0:0)             | Weltmeisterschaft  |                                                                          |
| 13. Sep. 2010 | Scarborough    | Irland             | 0:3 (0:2)             | Weltmeisterschaft  |                                                                          |
| 21. Jan. 2012 | Yaoundé        | Kamerun            | 1:0 (1:0)             | Afrika-Cup         | Erstes Spiel unter Mas-ud Didi Dramani                                   |
| 5. Feb. 2012  | Accra          | Kamerun            | 4:0 (1:0)             | Afrika-Cup         |                                                                          |
| 10. März 2012 | Daveyton       | Südafrika          | 0:0                   | Afrika-Cup         | Erstes torloses Spiel                                                    |
| 23. März 2012 | Accra          | Südafrika          | 5:1 (3:1)             | Afrika-Cup         |                                                                          |
| 23. Sep. 2012 | Baku           | Deutschland        | 1:2 (0:2)             | Weltmeisterschaft  |                                                                          |
| 26. Sep. 2012 | Baku           | Uruguay            | 5:0 (3:0)             | Weltmeisterschaft  |                                                                          |
| 30. Sep. 2012 | Baku           | China              | 2:0 (1:0)             | Weltmeisterschaft  |                                                                          |
| 5. Okt. 2012  | Baku           | Japan              | 1:0 (0:0)             | Weltmeisterschaft  |                                                                          |
| 9. Okt. 2012  | Baku           | Frankreich         | 0:2 (0:1)             | Weltmeisterschaft  | 25. Länderspiel                                                          |
| 13. Okt. 2012 | Baku           | Deutschland        | 1:0 (1:0)             | Weltmeisterschaft  |                                                                          |
| 2. Nov. 2013  | Accra          | Äquatorialguinea   | 2:0 (1:0)             | Afrika-Cup         | Erstes Spiel unter Evans Adotey                                          |
| 23. Nov. 2013 | Malabo         | Äquatorialguinea   | 3:2                   | Afrika-Cup         |                                                                          |
| 2. Feb. 2014  | Abuja          | Nigeria            | 0:3                   | Freundschaftsspiel |                                                                          |
| 9. Feb. 2014  | Accra          | Nigeria            | 1:2 (0:1)             | Freundschaftsspiel |                                                                          |
| 15. März 2014 | Liberia        | Nordkorea          | 2:0 (1:0)             | Weltmeisterschaft  |                                                                          |
| 18. März 2014 | Liberia        | Deutschland        | 1:0 (1:0)             | Weltmeisterschaft  |                                                                          |
| 22. März 2014 | Tibás          | Kanada             | 1:2 (0:2)             | Weltmeisterschaft  |                                                                          |
| 27. März 2014 | San José       | Italien            | 2:2 (1:2) (3:4 i. E.) | Weltmeisterschaft  | Erstes Elfmeterschießen                                                  |
| 12. März 2016 | Rabat          | Marokko            | 4:0 (3:0)             | Afrika-Cup         |                                                                          |
| 26. März 2016 | Accra          | Marokko            | 6:0 (2:0)             | Afrika-Cup         |                                                                          |
| 1. Okt. 2016  | Zarqa          | Japan              | 0:5 (0:4)             | Weltmeisterschaft  | Höchste Niederlage                                                       |
| 4. Okt. 2016  | Amman          | Vereinigte Staaten | 2:1 (0:1)             | Weltmeisterschaft  |                                                                          |
| 8. Okt. 2016  | Irbid          | Paraguay           | 1:0 (0:0)             | Weltmeisterschaft  |                                                                          |
| 13. Okt. 2016 | Irbid          | Nordkorea          | 1:2 (0:1)             | Weltmeisterschaft  |                                                                          |
| 2. Dez. 2017  | Bakau          | Gambia             | 5:1 (2:1)             | Afrika-Cup         |                                                                          |
| 16. Dez. 2017 | Cape Coast     | Gambia             | 2:0 (0:0)             | Afrika-Cup         | Erstes Heimspiel, das nicht in der Hauptstadt Accra stattfand            |
| 2. Feb. 2018  | Dschibuti      | Dschibuti          | 9:0 (4:0)             | Afrika-Cup         |                                                                          |
| 18. Feb. 2018 | Cape Coast     | Dschibuti          | 10:0 (4:0)            | Afrika-Cup         | Höchster Sieg                                                            |
| 6. Nov. 2018  | Sorocaba       | Kamerun            | 1:2 (0:1)             | Freundschaftsspiel |                                                                          |
| 13. Nov. 2018 | Montevideo     | Uruguay            | 5:0 (2:0)             | Weltmeisterschaft  |                                                                          |
| 16. Nov. 2018 | Montevideo     | Finnland           | 3:1 (2:0)             | Weltmeisterschaft  |                                                                          |
| 20. Nov. 2018 | Montevideo     | Neuseeland         | 2:0 (0:0)             | Weltmeisterschaft  |                                                                          |
| 25. Nov. 2018 | Montevideo     | Mexiko             | 2:2 (0:0) (2:4 i. E.) | Weltmeisterschaft  |                                                                          |
| 1. März 2020  | Monrovia       | Liberia            | 2:0 (0:0)             | Afrika-Cup         | 50. Länderspiel; Erstes Spiel unter Baba Nuhu                            |
| 14. März 2020 | Accra          | Liberia            | 8:0 (6:0)             | Afrika-Cup         |                                                                          |
| 5. März 2022  | Thiès          | Senegal            | 1:0 (0:0)             | Afrika-Cup         |                                                                          |
| 20. März 2022 | Accra          | Senegal            | 3:0 (0:0)             | Afrika-Cup         |                                                                          |
| 16. Apr. 2022 | Conakry        | Guinea             | 3:1 (2:1)             | Afrika-Cup         |                                                                          |
| 30. Apr. 2022 | Cape Coast     | Guinea             | 7:0 (3:0)             | Afrika-Cup         |                                                                          |
| 20. Mai 2022  | Accra          | Marokko            | 2:0 (1:0)             | Afrika-Cup         | Längste Siegesserie (7 Spiele)                                           |
| 4. Juni 2022  | Rabat          | Marokko            | 0:2 (0:1) (2:4 i. E.) | Afrika-Cup         | Erste verpasste Qualifikation für eine Weltmeisterschaft                 |

Darüber hinaus bestritt die U-17-Auswahl im Rahmen der Vorbereitung auf die U-17-Weltmeisterschaft fünf weitere, inoffizielle Testspiele in Deutschland gegen den 1. FC Schweinfurt 05 Frauen (8:0), eine Frauen-Regionalauswahl aus Hessen (5:0), den 1. FFC Frankfurt II (1:2), eine männliche U-18-Regionalauswahl (1:4) und eine männliche U-14-Regionalauswahl (0:1), die in der Statistik jedoch nicht berücksichtigt werden.